# サリー・ブレーン
サリー・ブレーン（Sally Blane、1910年7月11日 - 1997年8月27日）は、アメリカ合衆国の女優。

## 出演作品
- 白馬王国
- 砂漠の遺産
- 暗黒の復讐
- 都会の世紀末
- 十仙ダンス
- 弥次喜多女難の巻